# Elcan 7x50
Das Elcan 7x50 (Abkürzung für Ernst Leitz Canada) ist ein Feldstecher der kanadischen Tochter der Firma Leitz (Optik) (heute Leica Camera), der in Wetzlar für die kanadischen Streitkräfte konzipiert und in Kanada gebaut wurde. Das Porroprismen-Fernglas (Schmidt-Pechan-Prisma) wurde von 1974 bis 1977 gebaut und bis zum Jahr 2000 verwendet. Gebaut wurden 8200 Exemplare, 7800 für die Armee und 400 für den zivilen Markt. Heutzutage werden die Gläser noch von den Canadian Rangers genutzt.

## Technische Beschreibung
- Vergrößerung 7 x 50
- wasserdicht bis 5 m
- sturzsicher bis zu einer Höhe von 2,44 m bei hartem Untergrund
- gefüllt mit Stickstoff
- Gehäuse aus Aluminium
- Gewicht: 1,60 kg

## Wissenswertes
- Auf der kanadischen 10-Dollar-Note der Serie „Canadian Journey“ („Kanadareise“) von 2001 mit dem Motiv Friedenstruppe ist ein Soldat mit dem Elcan-7x50-Fernglas abgebildet.